# Балка Залізна
Ба́лка Залі́зна — річка в Україні, у Ясинуватському районі Донецької області. Права притока Кривого Торця (басейн Дону).

## Опис
Довжина річки 18 км, похил річки 5,6 м/км, найкоротша відстань між витоком і гирлом — 14,08 км, коефіцієнт звивистості річки — 1,28. Площа басейну водозбору км². Річка формується з 2 безіменних струмків та 7 загат.

## Розташування
Бере початок у місті Горлівці. Спочатку тече переважно на південний захід, потім на північний захід через селище Нью-Йорк і впадає і річку Кривий Торець, праву притоку Кривого Торця.
Населені пункти вздовж берегової смуги: Широка Балка.

## Цікаві факти
- Біля витоку річку перетинає залізниця.
- На лівому березі річки пролягає автошлях Т 0513.